# Pfarrkirche Sitzendorf an der Schmida

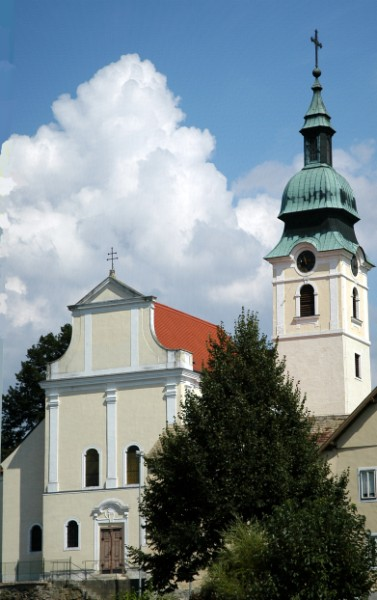
Pfarrkirche hl. Martin, Blick nach Nordosten

Die Pfarrkirche zum heiligen Martin ist eine geostete römisch-katholische Kirche in der Marktgemeinde Sitzendorf an der Schmida in Niederösterreich. Die dreischiffige Staffelhalle aus romano-gotischer Zeit hat an der Nordseite einen spätbarocken Kapellenanbau.
Sie steht gemäß Verordnung des Bundesdenkmalamtes unter Denkmalschutz (Listeneintrag).
Die dem heiligen Martin von Tours geweihte Pfarrkirche steht leicht erhöht an der nordöstlichen Seite des Hauptplatzes von Sitzendorf und wird von den mittelalterlichen Mauerresten des ehemaligen Friedhofs umgeben.

## Geschichte

### Pfarrgeschichte
Die Pfarre wurde am 24. September 1141 erstmals urkundlich erwähnt, als Bischof Reginbert von Passau die Kirche in Groß, eine heute zu Hollabrunn gehörende Katastralgemeinde, weihte. Das Patronatsrecht hatten damals die Kuenringer als Grundherren inne.
Im Jahre 1241 schenkte Pfalzgraf Kraiburg-Ortenburg die Kirche dem Kloster Baumburg, jedoch verzichteten die Kuenringer erst 1277 auf das Patronatsrecht.
Bis zum Jahre 1492 betreuten Weltpriester die Pfarre Sitzendorf. Der letzte war Doktor Martin Wölfel (von 1482 bis 1492), der seit 1474 Rektor der Universität Wien war. Ab 1492 erfolgte die Seelsorge durch Chorherren des Stiftes Baumburg.
Im Jahre 1553 wurde Haimeran Hueber (auch Haimram Huber) aus Baumburg als Pfarrer in Sitzendorf installiert, er konvertierte jedoch 1562 zum Protestantismus, heiratete und baute mit Geldern aus dem Kirchenvermögen ein Haus. Eine Inschriftentafel mit dem Wappen des Bauherrn an der Fassade Hauses Am Patergraben 2 (ehemaliger protestantischer Pfarrhof) gibt Auskunft über den Bau. Er steht unter Denkmalschutz. Nach dem Tod von Haimeran Hueber verklagte das Stift Baumburg die Witwe auf Herausgabe des Kirchenvermögens. Der Prozess endete mit einem Vergleich, wonach die Witwe die Fexung des Jahres 1575 an Baumburg abzuliefern und die Steuern seit 1566 nachzuzahlen hatte.
Bereits im Jahre 1574 hatte Propst Stefan Toblhaimer, ohne Konsens mit dem Kapitel und dem Ordinariat hergestellt zu haben, das Patronat und die Vogteirechte an den evangelischen Landmarschall Hans Wilhelm von Roggendorf verkauft. Als nunmehriger Inhaber des Patronates bestimmte er die Konfessionszugehörigkeit des einfachen Volkes und die Pfarre wurde protestantisch. Zwischen 1575 und 1628 kamen in der Pfarre protestantische Pastoren zum Einsatz, ehe die Seelsorge wieder von den Chorherren aus Baumburg übernommen wurde.
Das Kloster Baumburg leitete im Jahre 1615 Rechtshandlungen zur Rückgabe der Pfarrei ein. Kaiser Ferdinand veranlasste im Jahre 1631 schließlich die Rückgabe der Pfarre an Baumburg. Die Rekatholisierung erfolgte im Jahre 1635.
Der letzte aus Baumburg nach Sitzendorf entsandte Pfarrer war Albert Knoll, der von 1762 bis 1786 Dienst in Sitzendorf versah. Ab diesem Zeitpunkt übernahmen wieder Weltgeistliche die seelsorgerischen Aufgaben in der Pfarre. Mit Inkrafttreten des Reichsdeputationshauptschlusses im Jahre 1803 endete nach mehr als 500 Jahren das Patronat des Klosters Baumburg und die Pfarre wurde landesfürstlich.
Heute liegt die Pfarre im Dekanat Sitzendorf in dem zur Erzdiözese Wien gehörenden Vikariat Unter dem Manhartsberg.

### Baugeschichte

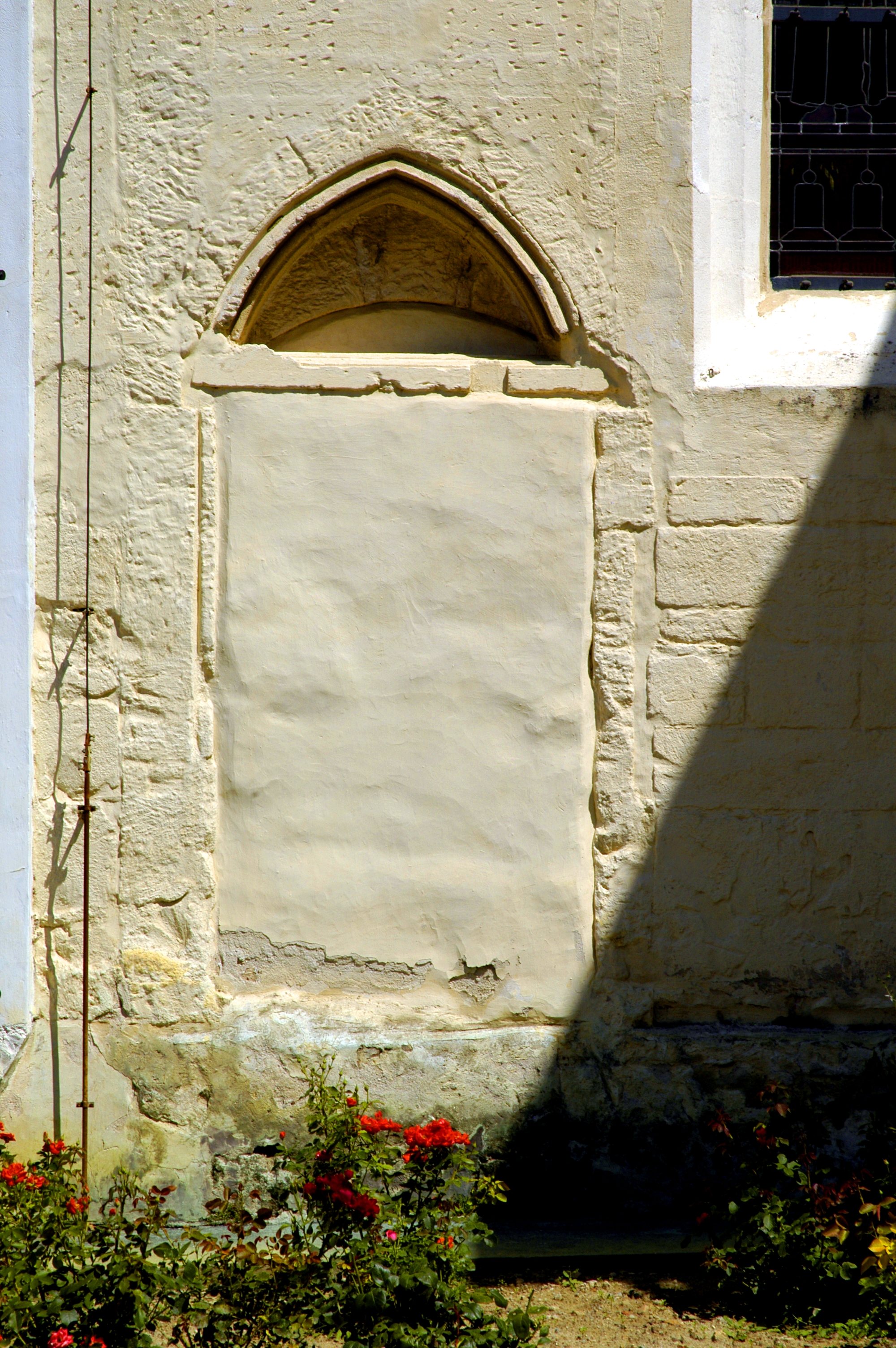
Vermauertes Portal zur ehemaligen Stifterkapelle

Ursprünglich wird eine romanische Pfeilerbasilika mit Querhaus und Langchor vermutet, die später durch das heute bestehende Langhaus teilweise ersetzt wurde. An dieses schließt der Chor an, der älteste erhaltene Bauteil der Pfarrkirche. Die Gewölbe des Chores sitzen auf reliefierten Kapitellen über gekappten Diensten und lassen die Bauzeit um 1280/1290 vermuten. Aus dieser Zeit stammen auch die an der Außenseite der Apsis noch vorhandenen Reste der gotischen Strebepfeiler.
Südlich des Chores wurde um 1320/1350 eine repräsentative Stifterkapelle angebaut, die ursprünglich nur über ein südseitig gelegenes Portal zu betreten war und als Grablege diente. In dieser Kapelle befand sich das Hochgrab des am 8. August 1504 verstorbenen Ritters Hanns von Wulfestorff. Das heute vermauerte Portal ist in der Fassade des südlichen Seitenschiffes zu sehen. Im 15. Jahrhundert wurde eine Öffnung zum Chor in Form eines überhöhten Spitzbogens hergestellt.
Zwischen 1450 und 1470 erfolgte die Errichtung des heutigen, dreischiffigen, ursprünglich wohl flach gedeckten Langhauses, mit Westempore. Mit spitzbogigen Arkadenöffnungen in den Langhauswänden des Mittelschiffes stellte man die Verbindung zu den Seitenschiffen her und auch die Stifterkapelle wurde zum südlichen Seitenschiff hin durch einen Spitzbogen geöffnet.
Die Bautätigkeit des späten 15. und frühen 16. Jahrhunderts fand mit der Einwölbung des Langhauses ihren Abschluss. Diese Arbeiten erfolgten in Etappen, wie Untersuchungen der unterschiedlichen Gewölberippen und ihrer Anläufe ergeben. Um 1520/1540 wurde im Bereich des westlichen Joches des südlichen Seitenschiffes eine niedrige Vorhalle angebaut.
Wann die Kirche einen Turm erhielt, konnte noch nicht eindeutig festgestellt werden. In der Topographia archiducatus Austriae Inferioris modernae aus dem Jahre 1672 von Georg Matthäus Vischer ist sie bereits mit einem Turm über der Apsis des südlichen Seitenschiffs dargestellt. Die Bauzeit dürfte in der 2. Hälfte des 16. oder in der 1. Hälfte des 17. Jahrhunderts liegen. Im Jahre 1706 erhielt dieser Turm, der damals schon die heutige Höhe hatte, einen neuen Zwiebelhelm. Andere Quellen geben das Jahr 1780 als Datum der Errichtung des Turmes an.
Ab 1740 begann unter Otto Ferdinand von Dietrichstein eine umfangreiche Barockisierung, die nach seinem Tod im Jahre 1744 durch seinen Sohn Leopold Maria Franz nicht im geplanten Ausmaß vollendet wurde. Fertiggestellt wurde die Umgestaltung des Chores mit der Errichtung des Hochaltars, dem Zubau der Sakristei mit Oratorium südlich des Chores und dem Anbau einer Nordkapelle. Im Zuge der Barockisierung wurden die drei östlichen Gewölberippen des gotischen Polygonschlusses entfernt und die gotische Gewölbeschale durch eine barocke ersetzt. Da es nicht zur Ausführung der geplanten Neueinwölbung des Mittelschiffes kam, die etwa 2,5 Meter höher liegen sollte als jene aus dem 15./16. Jahrhundert, wurden die an der Außenmauer bereits vorbereiteten Lünettenfenster, welche das barocke Gewölbe erhellen sollten, vermauert. Mit der spätbarocken Umgestaltung des Turmes fanden die Umbauarbeiten am 15. Juli 1772 ihren Abschluss. Die komplette Barockisierung der Ausstattung der Kirche und die geplante einheitliche Neufassadierung kamen nicht zur Ausführung.
Um 1899 wurde die östlich des Turmes bestehende, zweigeschoßige, barocke Sakristei abgebrochen und durch eine neue ersetzt. Der Aufgang zur Empore wurde vom westlichen Ende des südlichen Seitenschiffes in einen neuen Zubau westlich der Vorhalle verlegt. In dieser Zeit erfolgten auch Restaurierungen des Kirchenbaus. Weitere Restaurierungen fanden in den Jahren 1965 sowie von 2001 bis 2005 statt.
Da die Kirche weder durch Brand noch durch kriegerische Einwirkungen jemals beschädigt wurde, lassen sich die einzelnen Bauphasen und Bauabschnitte durch Untersuchung der sichtbaren Mauertechnik und durch dendrochronologische Untersuchungen der Dachstühle relativ genau datieren. (Bauforschung)

## Baubeschreibung

### Das Äußere

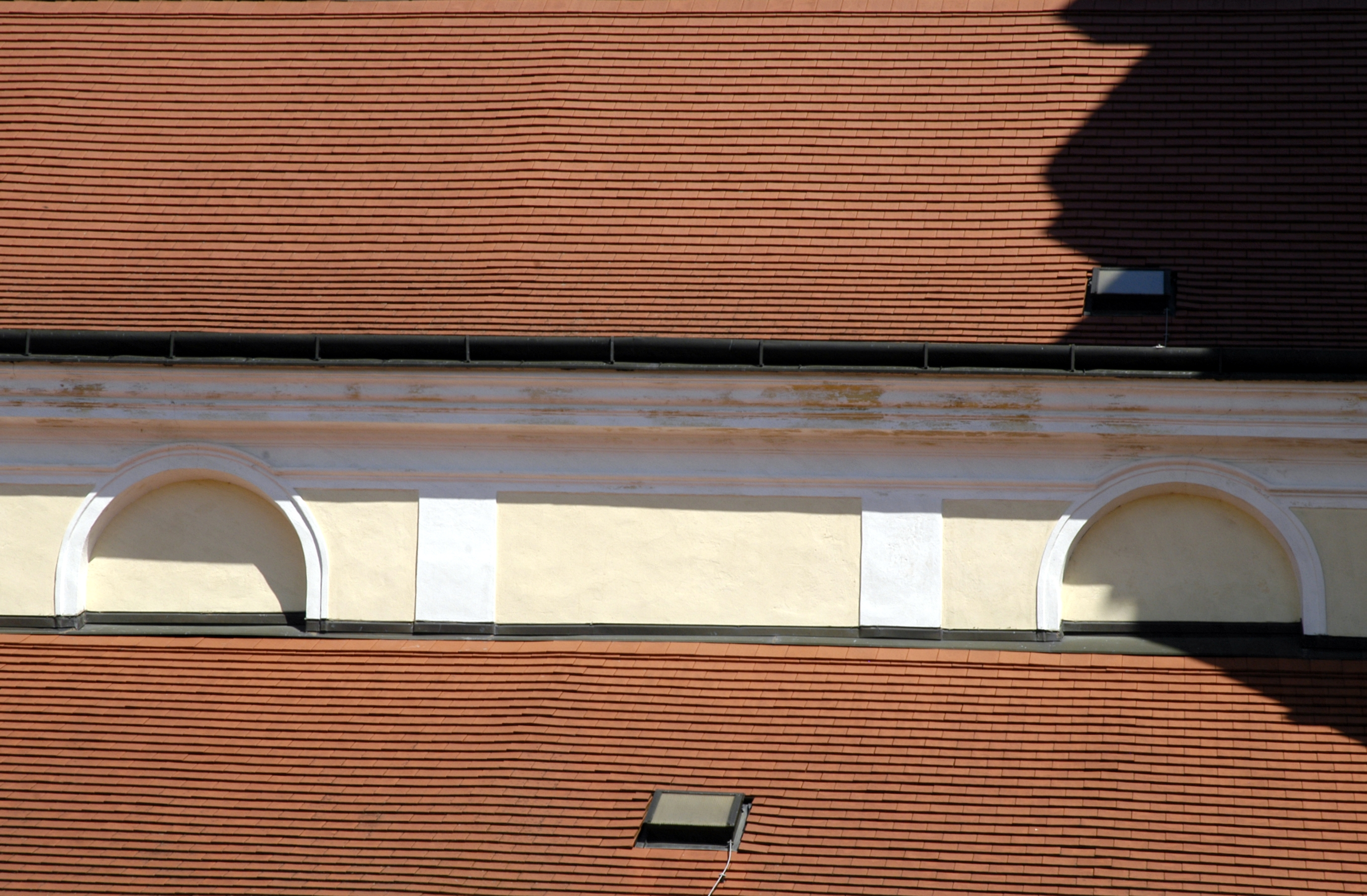
Vermauerte Lünettenfenster am Obergaden der Südfassade

Die Kirche besteht aus einem dreischiffigen Langhaus mit einem polygonalen abschließenden Chor mit annähernd firstgleichen Satteldächern, die mit den querliegenden Satteldächern der Seitenkapellen beziehungsweise im Turmanschlussbereich eine Kreuzform bilden. Durch diese Dachform wird das Vorhandensein eines Querschiffs suggeriert.
Das hohe Mittelschiff des Langhauses ist durch Putzbänder und Lisenen sowie durch Lünettenfenster, die nach Abbruch der geplanten Barockisierung nach 1744 abgemauert wurden, gegliedert. Diese abgemauerten Fenster befinden sich oberhalb des Pultdachansatzes des südlichen Seitenschiffes.
Die Strebepfeiler des Chores und die Maßwerkfenster des nördlichen, polygonalen Seitenchores aus der ersten Hälfte des 14. Jahrhunderts wurden im 18. Jahrhundert barockisiert und zum Teil erneuert. 1778 wurden die romanische Westfassade, die etwa 1,80 Meter vor die Seitenschiffe vorspringt, mit Pilastern, einem geschweiften Aufsatz und einer Dreieckgiebelbekrönung betont und die romanischen Mauern des Langhauses mit Lisenen gegliedert. Das rechteckige Westportal hat eine geschwungene, profilierte Verdachung mit Voluten und wird von Fenstern mit eingezogenem Rundbogenschluss in Steingewänden flankiert.
Am nördlichen Seitenschiff wurde im zweiten Viertel des 18. Jahrhunderts ein barocker Kapellenanbau mit einem korbbogenförmigen Abschluss errichtet. Das südliche Seitenschiff hat Maßwerkfenster aus dem Ende des 19. Jahrhunderts. Über der ehemaligen Stifterkapelle aus der ersten Hälfte des 14. Jahrhunderts erhebt sich der spätbarocke Turm mit dreizoniger Gliederung und Glockenhelm. Im hohen Sockelgeschoß sind zweibahnige, spätgotische Spitzbogenfenster mit Maßwerk erhalten.
Am westlichen Joch des südlichen Seitenschiffs ist eine netzgratgewölbte Vorhalle aus dem 16. Jahrhundert angebaut. Sie hat nach Süden ein profiliertes Schulterbogenportal mit Kielbogen, auf dem sich ein Kreuzblumenaufsatz befindet. An der Außenwand des nördlichen Seitenschiffes gibt es einen spätgotischen, reliefierten Wappenschild mit der Darstellung des österreichischen Bindenschildes. Dieser Wappenschild entspricht in Form und Größe exakt dem Schlussstein des Gewölbes in der Apsis des Südseitenschiffes, weshalb angenommen wird, dass er ursprünglich dort appliziert war. Wann und warum er an die Außenwand versetzt wurde, ist nicht überliefert. Nördlich des Chores befindet sich eine römische Grabplatte mit Ritzkreuz und Inschrift.

### Das Innere

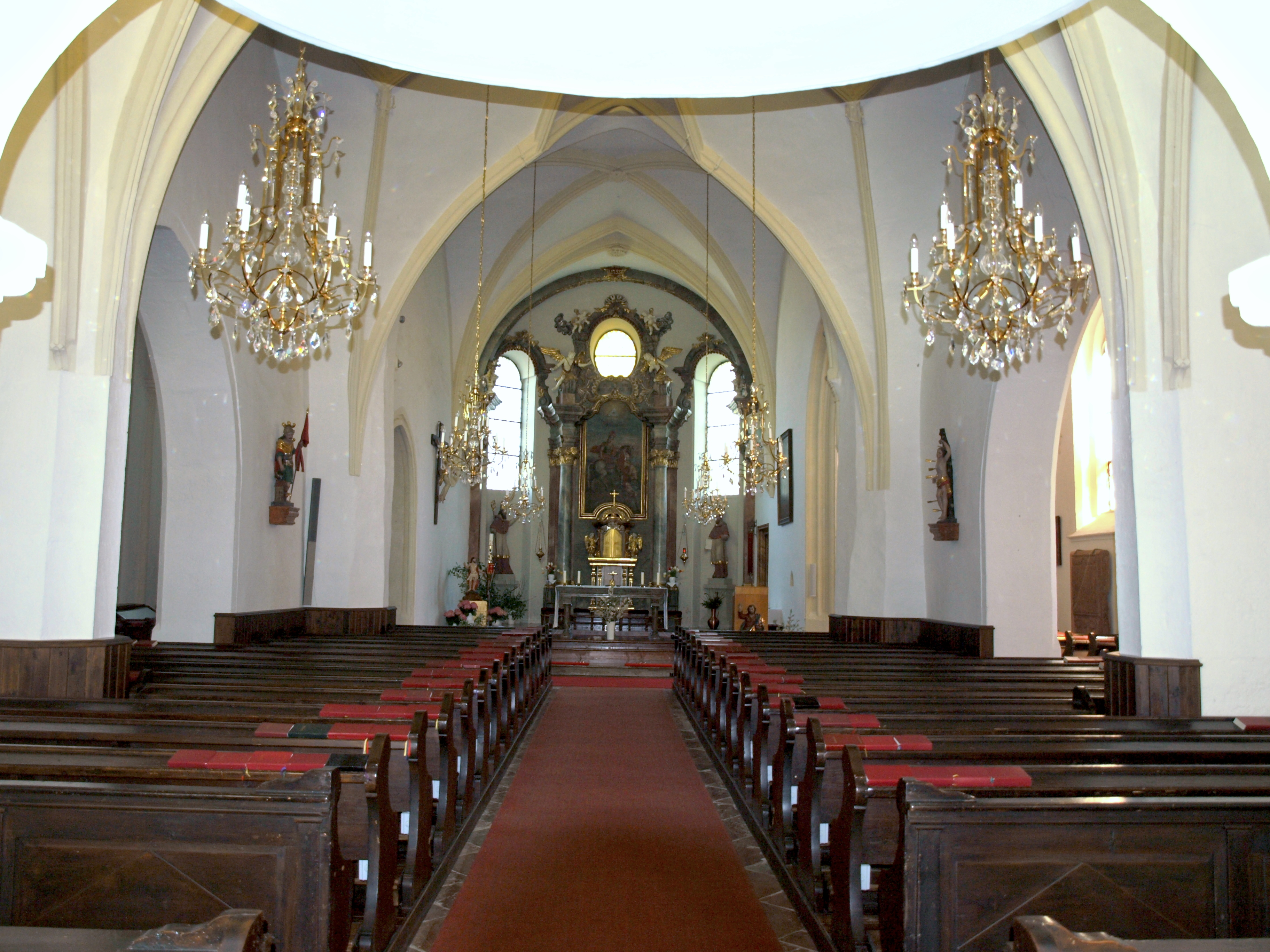
Einblick nach Osten

Das im Kern aus dem 14. Jahrhundert stammende, dreischiffige Langhaus hat einen pseudobasilikalen Querschnitt. Das Mittelschiff mit zwei quadratischen Jochen und einem Sternrippengewölbe mit ineinandergreifenden Achtzackensternen auf polygonalen Wandpfeilern ist aus dem ersten Viertel des 16. Jahrhunderts. Zu den Seitenschiffen öffnet es sich mit spitzbogigen Arkaden. Das weite, quadratische Chorjoch aus dem 14. Jahrhundert mit einem barock ausgerundeten, ursprünglich gotischen Fünfachtelschluss wird von einem Kreuzrippengewölbe mit reliefierten Rosettenschlusssteinen auf profilierten und teils vegetabil profilierten Konsolen und kurzen Diensten überspannt.
Das südliche Seitenschiff hat ein Netzrippengewölbe auf überkreuzten Anläufen aus dem Anfang des 16. Jahrhunderts. Die Schlusssteine des Gewölbes sind im Gegensatz zu jenen des Nordseitenschiffes nicht reliefiert. Östlich endet es in einem Fünfachtelschluss.
Das nördliche Seitenschiff endet ebenfalls in einem Fünfachtelschluss und wird von einem Kreuzgewölbe aus der Mitte des 16. Jahrhunderts abgeschlossen, dessen Gewölberippen in gekappten Diensten an den Seitenwänden auslaufen. Die beiden Schlusssteine im Bereich des Spitzbogens zum Chor zeigen die heilige Katharina und Maria mit dem Jesuskind. Weitere Schlusssteine sind mit dem österreichischen Bindenschild und einem Wappen mit einem aufrechten Wolf versehen. Es handelt sich dabei um den Passauer Wolf, der auch im Wappen der Marktgemeinde Sitzendorf zu finden ist und der auf die jahrhundertelange Zugehörigkeit von Pfarre und Gemeinde zum Kloster Baumburg im Landkreis Traunstein hinweist.
Im Westen wurde im späten 18. Jahrhundert über die halbe Jochbreite des Mittelschiffs eine platzlunterwölbte Orgelempore auf Pfeilern eingezogen. Der Triumphbogen aus dem Anfang des 14. Jahrhunderts ist leicht eingezogen.

## Ausstattung
Das spätbarocke aus Holz und Stuck bestehende, partiell vergoldete, monochrom gefasste Säulenretabel des Hochaltares aus dem Jahre 1755 ist an die korbbogige Apsisrundung angeglichen und wird durch Bögen über den Fenstern mit den dazugehörigen Pilastern verbunden. Der Hochaltar war ursprünglich mit einem Altarbild vom Kremser Schmidt versehen. Über das weitere Schicksal dieses Altarbildes ist nichts bekannt. Es wurde 1872 durch eine 130 Zentimeter breite Ölmalerei auf Leinwand von Johann Tetter ersetzt, die die Mantelspende des hl. Martin darstellt. Über dem Bild befinden sich zwei nebeneinander angebrachte Kartuschen mit der Inschrift Hl. Martin und bitt für uns. Im Altarauszug ist ein rundes Fenster integriert, welches eine weiß/gelbe in Rauten gefasste Verglasung besitzt und von zwei partiell vergoldeten 1 Meter hohen Engeln aus Holz sowie zwei 50 Zentimeter großen Putti aus Stuck flankiert wird. Der partiell vergoldete monochrom gefasste Tabernakel aus Holz befindet sich unter dem Bild und wird von zwei 60 Zentimeter hohen Engeln flankiert. Auf ihm ragt ein vergoldetes Kreuz in das Altarbild. Im Chorraum befindet sich an den Seiten auf steinernen Konsolen je eine Statue des heiligen Augustinus und eines heiligen Bischofs. Beide Statuen sind aus polychrom gefasstem Holz gefertigt und 1,8 Meter hoch.
Der aus Marmor gefertigte 2,2 Meter breite Volksaltar in der Apsis stammt aus dem letzten Viertel des 20. Jahrhunderts.
An der nördlichen Chorwand hängt ein hölzernes polychrom gefasstes und partiell vergoldetes 1,1 Meter hohes Kruzifix aus der zweiten Hälfte des 18. Jahrhunderts. An der südlichen Chorwand befindet sich ein vermutlich aus der ersten Hälfte des 16. Jahrhunderts stammendes Ölgemälde auf Leinwand eines italienischen Malers, das die sitzende, mit rotem Kleid und blauem Mantel bekleidete Gottesmutter mit dem Jesusknaben darstellt. Östlich davon ist ein durch die Sakristei erreichbares Oratorium, gegenüber aus Gründen der Symmetrie ein Blendoratorium angebracht. Die Oratorienbrüstungen tragen 1,7 Meter breite Stuckreliefs des heiligen Josef (Südseite) und des heiligen Joachim (Nordseite). Im Bogenscheitel der Apsiskalotte befindet sich eine Inschriftenkartusche mit der Jahreszahl 1755, dem Datum der Fertigstellung der Chorausstattung.

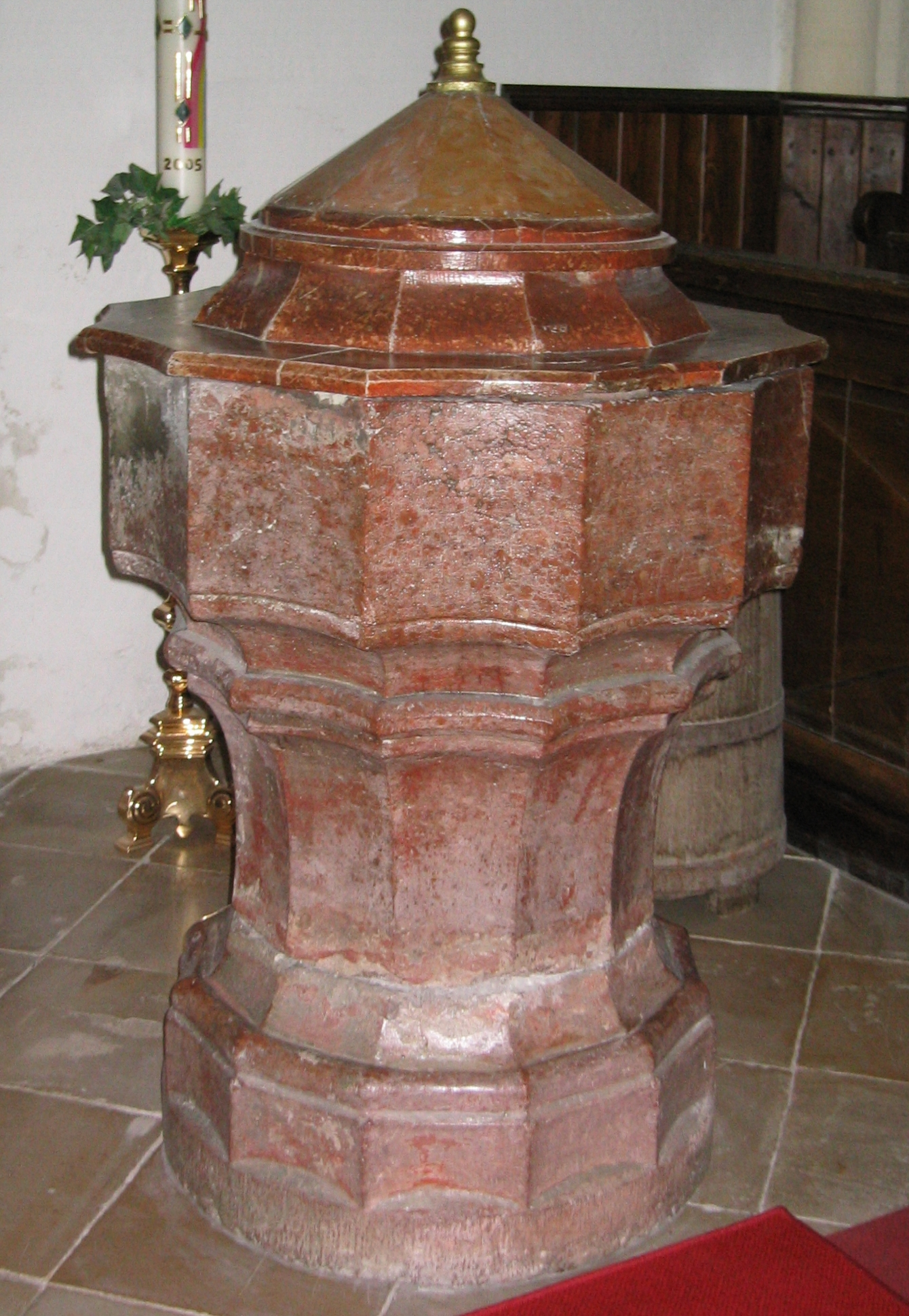
Taufbecken aus der Zeit um 1500

Der Marienaltar im nördlichen Seitenschiff und der Kreuzaltar im südlichen Seitenschiff mit Figuren des Bildhauers Julius Schadler wurden im Jahre 1900 vom Tischlermeister Ferdinand Beil in Wien nach Entwürfen von Richard Jordan geschaffen. Beide Altäre wurden von Theresia Wöber gestiftet. Aus derselben Zeit stammen die Glasmalereien von Karl Geyling in den Fenstern der Seitenschiffe und der Nordkapelle sowie die unterhalb der Empore im Nordseitenschiff aufgestellte Herz-Jesu-Statue.
Die beiden historistischen Altäre in den Seitenschiffen sind holzsichtig, lasiert, mit partieller Vergoldung versehen und tragen eine Stifterinschrift. Der Marienaltar im nördlichen Seitenschiff ist überdies mit einem in den Aufsatz integrierten Tabernakel mit vergoldeten künstlerisch gestalteten Türen ausgestattet, auf denen die Buchstaben Alpha und Omega zu sehen sind. Hinter dem Tabernakel befindet sich auf dem Aufsatz die Statue einer Mondsichelmadonna mit weißem Kleid, blauem Mantel und langen offenen Haaren. Sie steht mit dem linken Fuß auf einer Mondsichel und mit dem rechten auf einer Schlange, die einen Apfel im Maul hält.
Auf dem Aufsatz des Kreuzaltares im südlichen Seitenschiff erhebt sich über einem Sockel ein großes Kruzifix. Dieses wird flankiert von Figuren einer trauernden Maria und eines betenden Johannes, der zum Gekreuzigten nach oben blickt.
Im südlichen Seitenschiff im Bereich des Chorbogens steht ein spätgotisches Taufbecken aus rotem Marmor aus der Zeit um 1500. Dahinter ist eine Wappengrabplatte für Elisabeth von Liechtenstein-Nikolsburg, die mit Wolfgang von Roggendorf verheiratet war und 1517 starb, angebracht.

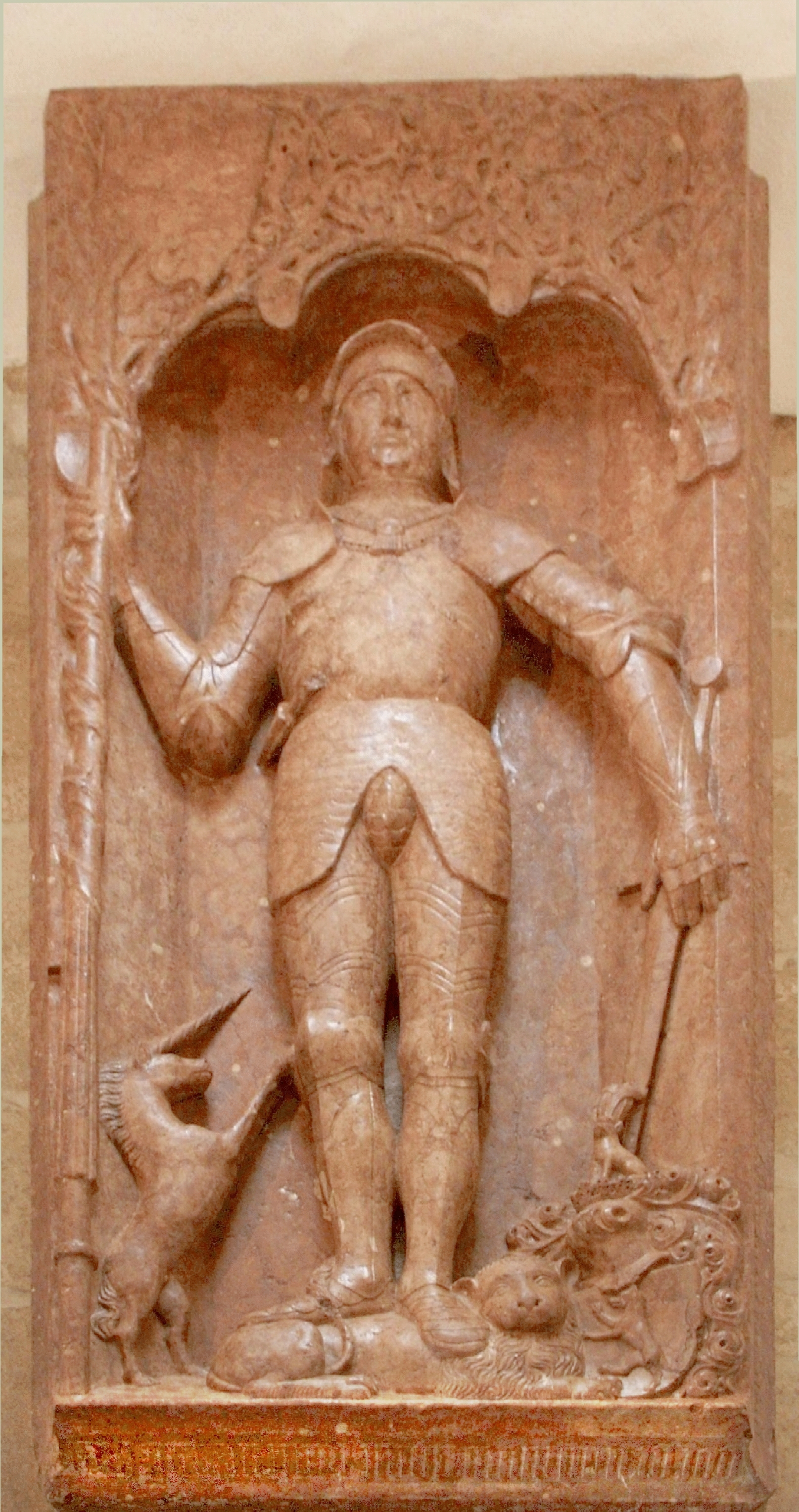
Grabplatte des Hanns von Wulfestorff

Unter der Westempore liegt die mächtige Grabplatte des Hanns von Wulfestorff, die bei der Innenrestaurierung der Kirche im Jahre 2001 entdeckt wurde. Sie war Teil eines Hochgrabes, das sich an der Fundstelle befunden hatte, ist 270 cm lang, 134 cm breit, 40–42 cm hoch, wiegt etwa 2,6 Tonnen und ist aus rot-braunem Adneter Marmor gefertigt. Sie zeigt einen voll gerüsteten Ritter, dessen Identität durch eine an den abgewalmten vier Deckelseiten umlaufende Inschrift enthüllt wird und aus der auch hervorgeht, dass der „edle und gestrenge“ Ritter am 8. August 1504 verstorben ist. Die Figur steht in einer Nische aus Ästen, Ranken und Blattwerk und hält in der rechten Hand eine Lanze und in der linken ein Schwert. Mehrere Details symbolisieren die Bedeutung dieses ehemaligen Lehnsherrn. So steht er etwa mit beiden Beinen auf der Figur eines Löwen, was als Symbol für seine Macht als Kriegsherr gelten kann. Zu seiner Rechten ist ein Einhorn als Symbol für Stärke und Reinheit dargestellt, zur Linken ein Wappenschild mit der Darstellung eines Wolfes. Darüber sitzt auf einer Krone ein Steinbock und weiter oben befindet sich ein weiterer Wappenschild mit der Darstellung des österreichischen Bindenschildes.
An der Außenwand des nördlichen Seitenschiffes ist eine als Familiengrabmal ausgeführte Wappengrabplatte der damaligen Inhaberfamilie von Sitzendorf, der Malzkast(en), insbesondere für Margarete Malzkast, geborene Pöbringer, angebracht. Die von Theresia Wöber gestifteten Kreuzwegbilder aus dem Jahre 1872 hängen an den Wänden der Seitenschiffe.
In der Nordkapelle steht ein spätbarocker, engelbesetzter Altar mit einer Statue aus der Zeit um 1580/1630. Sie stellt in einer in den Altar eingebauten Nische Christus an der Geißelsäule dar, ein Motiv, das auch als Christus in der Not bezeichnet wird. Seitlich sind auf Konsolen Statuen des heiligen Jodok und des heiligen Felix von Valois zu sehen. Auf dem Altarauszug befinden sich Statuen der heiligen Katharina und der heiligen Agnes.
Zwei barocke Konsolstatuen im Langhaus aus der ersten Hälfte des 18. Jahrhunderts stellen die Heiligen Florian und Sebastian dar.

### Bleiglasfenster
Die 1899 bis 1901 angefertigten historistischen Bleiglasfenster sind in die alten Rundbogen- und Maßwerkfensteröffnungen eingelassen und zeigen zum Teil Heilige, die meist die Namenspatrone der Stifter darstellen.

#### Chor
Die Verglasung der Rundbogenfenster zu beiden Seiten des Hochaltares und des Okulus im Altaraufsatz sowie des kleinen Rundbogenfensters oberhalb des Scheinoratoriums wurde im Jahre 1870 hergestellt. Die Rundbogenfenster zu beiden Seiten des Altares zeigten Brustbilder des hl. Herzen Jesu und Maria mit je einem darüber befindlichen Kreuz sowie den Darstellungen der Leidenswerkzeuge. Im Okulus befand sich eine Darstellung des hl. Geistes. Wie das kleine Rundbogenfenster oberhalb des Scheinoratoriums gestaltet war, ist nicht überliefert.
Anlässlich der Restaurierung im Jahre 1965 wurden alle Fenster der Apsis neu verglast um die Beleuchtung des Presbyteriums zu optimieren.

#### Hauptschiff
An beiden Seiten des Westportals befindet sich je ein ornamentiertes Rundbogenfenster. Das Fenster südlich des Portals zeigt den im Jahr 1622 seliggesprochenen Albertus Magnus und ist mit „St. Albertus bitte für uns!“ bezeichnet, das Fenster nördlich des Portals stellt den heiligen Karl Borromäus dar und trägt die Inschrift „St. Carolus bitte für uns!“. Zwei weitere mit weiß/gelben Rauten verglaste Rundbogenfenster befinden sich auf der Empore. Ob auch sie ursprünglich bunt verglast waren, ist nicht überliefert.

#### Südseitenschiff

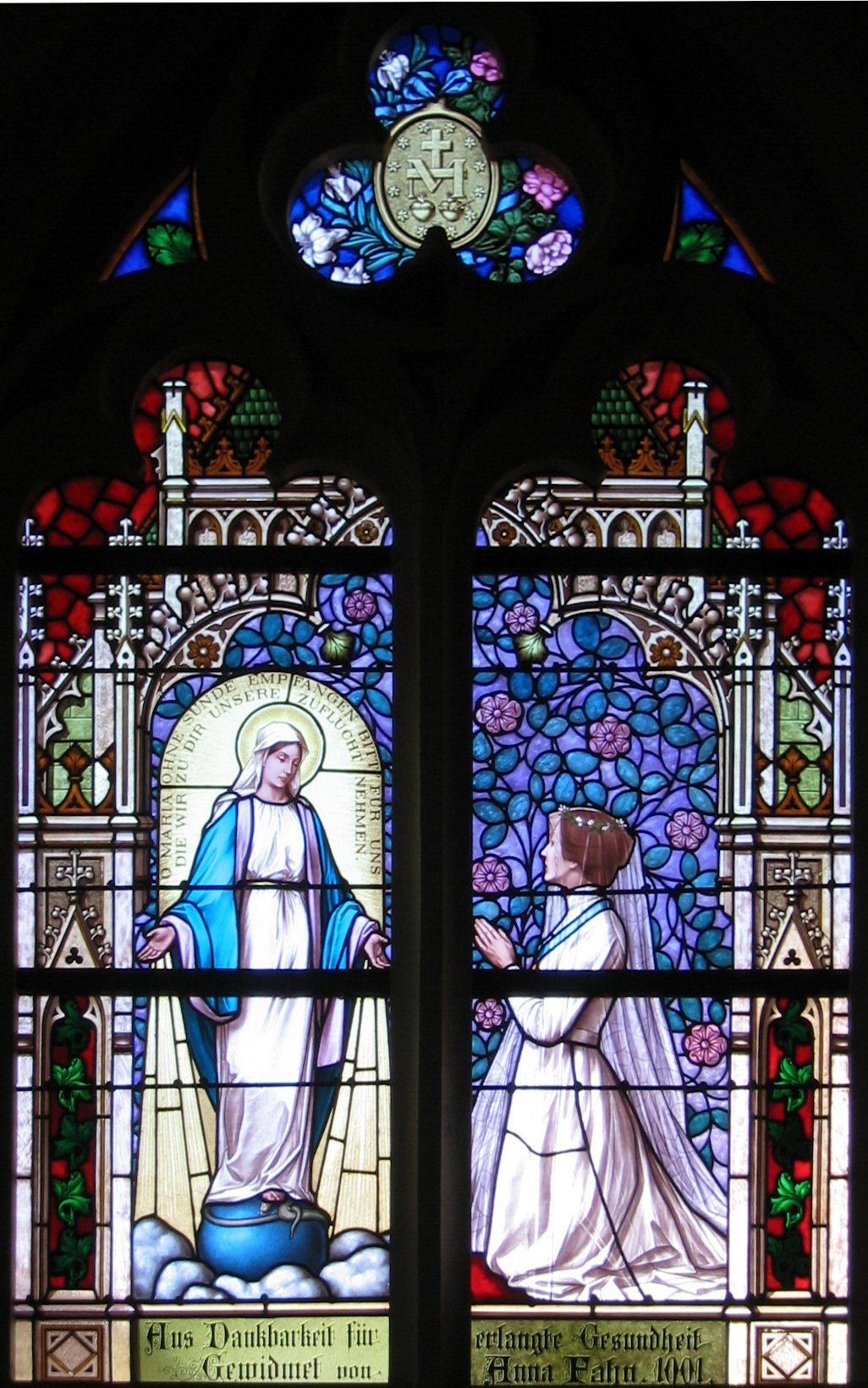
Maßwerkfenster im Südseitenschiff

Das erste Fenster im Osten ist ein schlankes, zweigeteiltes Maßwerkfenster. Links ist die hl. Anna mit ihrer Tochter Maria und rechts der hl. Antonius mit dem Jesuskind dargestellt. Das Fenster trägt die Inschrift „Errichtet im Jubeljahr 1900“.
Westlich davon folgt ein Maßwerkfenster mit der Abbildung einer Marienerscheinung aus dem Jahre 1830. Auf der rechten Seite des Fensters kniet mit gefalteten Händen Schwester Catherine Labouré in weißer Ordenstracht. Die linke Seite ist gemäß dem Bericht ihrer Vision gestaltet: Maria, die auf der Erdkugel steht, um die sich eine Schlange windet, ist von einem ovalen Rahmen umgeben, in dem die Worte „O Maria ohne Sünde empfangen, bitt’ für uns, die wir zu dir unsere Zuflucht nehmen“ zu lesen sind. Ein weiterer Inhalt ihrer Vision ist oben im Fenster zu finden, es ist der Buchstabe „M“ mit einem Kreuz darüber und den Herzen Jesu und Marias darunter, umrahmt von einem Kranz von zwölf Sternen. Catherine Labouré will von Maria den Auftrag erhalten haben, eine Medaille mit diesen beiden Motiven prägen zu lassen, was zwei Jahre später in die Tat umgesetzt wurde. Inzwischen ist sie als „Wundertätige Medaille“ weltweit bekannt. Unter dem Bild trägt das Fenster die Inschrift „Aus Dankbarkeit für erlangte Gesundheit – Gewidmet von Anna Fahn 1901“.
Das dritte Fenster des Seitenschiffes stellt die Dreifaltigkeit dar. Links sitzt der auferstandene Christus mit erhobenen Händen, welche die Wundmale erkennen lassen. Rechts von ihm Gottvater mit einem Zepter in der rechten und dem Globus in der linken Hand und mit einer Tiara bekrönt. Darüber ist die Heilig-Geist-Taube dargestellt. Das Fenster trägt die Inschrift „Heiligste Dreifaltigkeit, ein einiger Gott erbarme dich unser 1901“.
An der Westfassade befindet sich ein ornamentiertes Rundbogenfenster mit einem Bildnis des hl. Leopold im Hermelinmantel und mit Erzherzogshut in einem Medaillon und der Inschrift „St.Leopold bitte für uns!“.

#### Nordseitenschiff
In der Apsis befindet sich oberhalb des Seitenaltares ein hohes Maßwerkfenster mit der Darstellung der Heilig-Geist-Taube. Das Maßwerkfenster links daneben zeigt die heilige Theresia.
Zwischen der Apsis und der Nordkapelle befindet sich ein dreibahniges 2,5 Meter hohes Maßwerkfenster aus dem späten 14. Jahrhundert mit Glasmalereien aus dem Jahre 1900, die im Mittelteil ornamentale Darstellungen zeigen. Links davon ist möglicherweise der heilige Ignatius und rechts die heilige Elisabeth von Portugal oder Elisabeth von Thüringen dargestellt. Das Fenster trägt die Inschrift „Gestiftet von Ignaz und Elisabeth Mayerhofer 1900“.
Das Maßwerkfenster westlich der Nordkapelle ist ebenfalls 2,5 Metzer hoch, zeigt die hl. Barbara und den hl. Josef und ist mit „Gewidmet zu Ehren der hl. Barbara. 1901“ bezeichnet.
An der Westfassade des Seitenschiffes befindet sich ein 1 Meter hohes ornamentiertes Rundbogenfenster mit einem Bildnis der hl. Theresia und der Inschrift „Sta.Theresia bitte für uns!“.

#### Nordkapelle
Das Licht erhält die Nordkapelle durch zwei seitliche Rundbogenfenster. Das rechte Fenster zeigt die 1864 seliggesprochene Margareta Maria Alacoque mit ihrem Attribut, dem von einer Dornenkrone umwundenen Herzen Jesu in einem Medaillon über ihrem Haupt. Das Fenster trägt die Inschrift „Zu Ehren des heiligsten Herzens Jesu gew. v. Jos. Pinkas Coop. zu Sitzendorf 1891–1900“. Im linken Fenster ist die heilige Katharina dargestellt, es trägt die Inschrift „Gewidmet von Catharina Kusterer 1901“.

### Orgel
Auf der Empore befand sich eine Orgel aus dem Jahre 1841 mit 14 Registern, die im Jahre 1895 mit einem neuen Gebläse versehen wurde. Dieses Instrument wurde im Jahre 1941 durch eine von der Firma Rieger gebaute Orgel Opus 2935 mit 17 Registern, verteilt auf zwei Manualen und Pedal, und insgesamt 900 Pfeifen ersetzt. Das Reforminstrument steht stilistisch am Übergang zwischen Spätromantik und Neobarock und verfügt über pneumatische Kegelladen. Im Jahr 2010 fand die Restaurierung durch die Firma Bodem ihren Abschluss, die eine Rekonstruktion des originalen Klangbildes zum Ziel hatte und das fehlende Krummhorn nach historischen Rieger-Orgeln ergänzte. Seitdem weist die Orgel folgende Disposition auf:

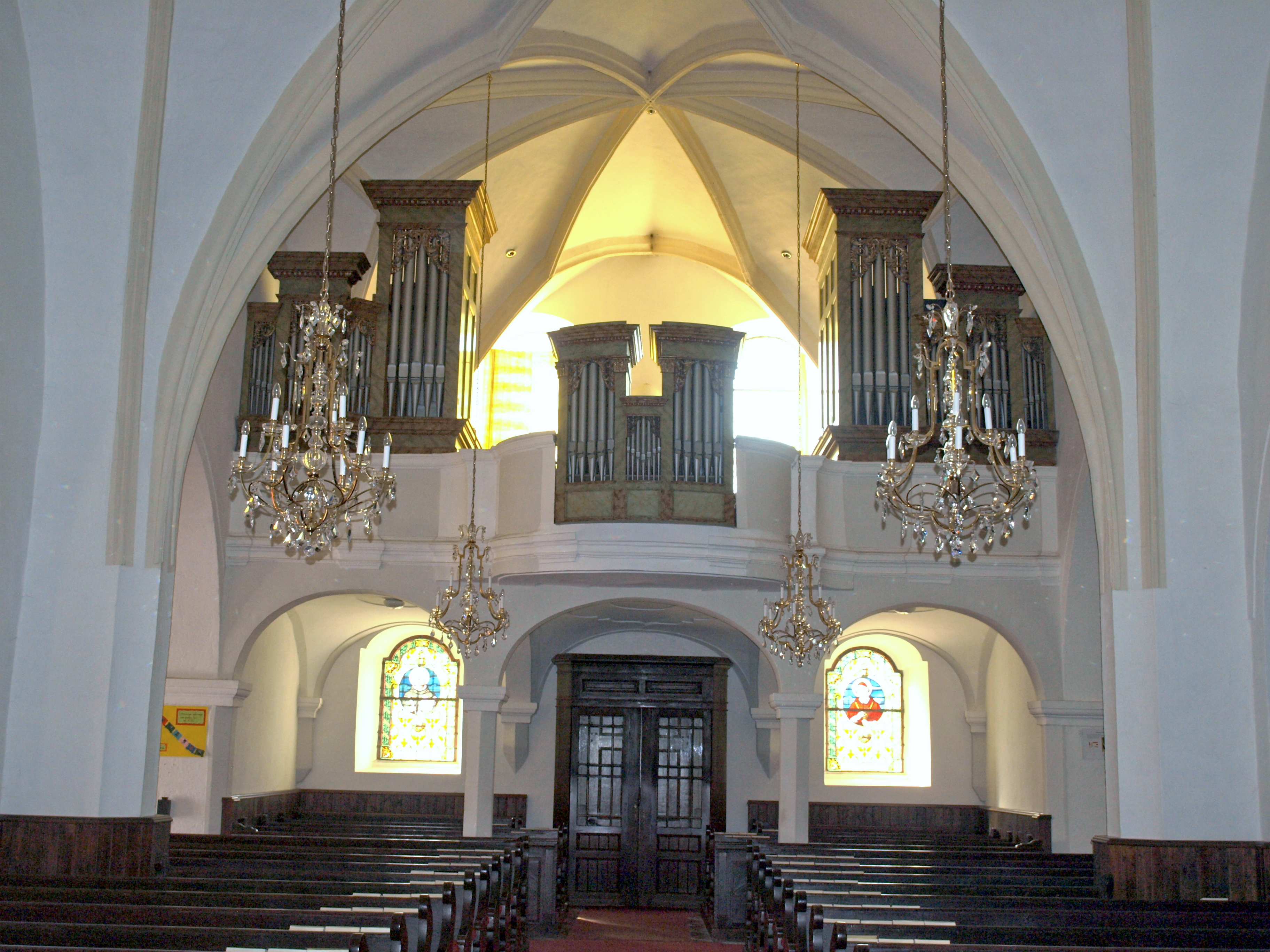
Orgel der Pfarrkirche

| I Manual C–    |       |
| Principal      | 8′    |
| Rohrgedackt    | 8′    |
| Prinzipalflöte | 4′    |
| Nassat         | 2 ⁄3′ |
| Blockflöte     | 2′    |
| Mixtur IV–V    | 2′    |

| II Manual C–      |       |
| Gedackt           | 8′    |
| Geigend Prinzipal | 4′    |
| Schwebung         | 4′    |
| Spitzquinte       | 3′    |
| Schwiegel         | 2′    |
| Terzzimbel        | 1 ⁄3′ |
| Krummhorn         | 8′    |

| Pedal C–  |     |
| Subbass   | 16′ |
| Zartbass  | 16′ |
| Oktavbass | 8′  |
| Krummhorn | 4′  |

### Glocken
Bis zum Jahre 1937 bestand das Geläut aus drei Glocken und einem Totenglöckchen (Zügenglöckchen). 1937 wurde es um eine weitere große Glocke erweitert, die dem Andenken an Engelbert Dollfuß gewidmet war. Nachdem sich herausgestellt hatte, dass der Klang nicht harmonierte, ersetzte man die drei bestehenden Glocken durch drei neue. Bereits im Jahre 1942 wurde das gesamte Geläut als Metallspende des deutschen Volkes beschlagnahmt und zur Erzeugung von Kriegsmaterial für den Zweiten Weltkrieg eingeschmolzen. Nur das Zügenglöckchen blieb erhalten. Weitere Details über diese Glocken sind nicht bekannt.
Am 13. November 1950 lieferte die Glockengießerei Pfundner aus Wien ein aus vier Glocken bestehendes neues Geläut sowie eine fünfte Glocke für die Kapelle des örtlichen Kinderheimes. Diese Glocken wurden am 15. November 1950 durch Erzbischof-Koadjutor Franz Jachym geweiht. Als im Jahre 2007 das Kinderheim geschlossen wurde, erhielt die Kirche auch diese Glocke, die seit November 2008 als Zügenglocke verwendet wird.
Die Details der Glocken:
- Kriegergedächtnisglocke mit dem Durchmesser von 128 cm hat den Ton es, wiegt 1300 kg und ist dem hl. Leopold geweiht. Sie trägt das Bild des hl. Leopold und die Inschrift „Heiliger Leopold beschütze unsere Heimat/Sitzendorf im heiligen Jahr 1950/Von den Pfarrkindern“.
- Marienglocke mit dem Durchmesser von 100 cm hat den Ton g, wiegt 650 kg und ist der hl. Maria geweiht. Sie trägt das Bild der hl. Maria und die Inschrift „Heilige Maria, Königin des Friedens, bitte für uns/Sitzendorf im heiligen Jahr 1950/Von den Pfarrkindern“.
- Martinsglocke mit dem Durchmesser von 86 cm hat den Ton b, wiegt 380 kg und ist dem hl. Martin geweiht. Sie trägt das Bild des hl. Martin und die Inschrift „Heiliger Martin beschirme unsere Pfarrkirche/Sitzendorf im heiligen Jahr 1950/Von den Pfarrkindern“.
- Josefglocke mit dem Durchmesser von 75 cm hat den Ton c, wiegt 250 kg und ist dem hl. Josef geweiht. Sie trägt das Bild des hl. Josef und die Inschrift „Heiliger Josef, Patron der Sterbenden, bitte für uns/Sitzendorf im heiligen Jahr 1950/Von den Pfarrkindern“.
- Zügenglocke bis Oktober 2008 aus dem Geläut vor dem Jahre 1937 mit dem Durchmesser von 41 cm hat den Ton as, wiegt etwa 50 kg und trägt die unvollständige Inschrift „Gewidmet von der Jagdgesellschaft Sitzendorf im Jahr 192“.
- Zügenglocke ab November 2008 aus der Kapelle des aufgelassenen Kinderheimes mit dem Durchmesser von 36 cm, einem nicht dokumentierten Ton, wiegt etwa 30 kg und trägt das Bild eines Engels sowie die Inschrift „Heilige Schutzengel beschützet uns/Sitzendorf im heiligen Jahr 1950“.